# Раевка (река)
Раевка — река в Пензенской области России, левый приток Выши (бассейн Мокши).
Длина реки составляет 66 км, площадь бассейна — 440 км².
Притоки (от устья): Рянза (11 км), Рогачиха (38 км) — левые.

## Данные водного реестра
По данным государственного водного реестра России относится к Окскому бассейновому округу, водохозяйственный участок реки — Цна от города Тамбов и до устья, речной подбассейн реки — Мокша. Речной бассейн реки — Ока.
Код объекта в государственном водном реестре — 09010200312110000029799.